# اوله کویست
اوله کویست (انگلیسی: Ole Qvist؛ زادهٔ ۲۵ فوریهٔ ۱۹۵۰) یک بازیکن فوتبال و دروازه‌بان اهل دانمارک است.
از باشگاه‌هایی که در آن بازی کرده‌است می‌توان به Kjøbenhavns Boldklub اشاره کرد.
وی همچنین در تیم ملی فوتبال دانمارک بازی کرده‌است.
کویست هم‌اکنون افسر پلیس می‌باشد